# Billet de 50 dollars américains
Recto
Verso
Le billet de 50 dollars américain est une coupure de monnaie des États-Unis d'Amérique. Le billet fait apparaître sur son recto le portrait du 18e Président des États-Unis, Ulysses S. Grant (1869-1877), tandis que le Capitole est représenté au verso. 
Selon le Bureau of Engraving and Printing, la durée de vie moyenne d'un billet de 50 dollars en circulation est de 55 mois, avant son remplacement dû à l'usure.
Environ 6 % des billets imprimés en 2009 sont des coupures de 50 dollars. Ils sont fournis par la Réserve Fédérale Américaine sous forme de liasse dont la ganse est de couleur brune[réf. nécessaire].
Les billets de 50 dollars sont parfois surnommés "Grant", en raison du portrait de Ulysses S. Grant présent sur ceux-ci.
Une série de 1891 figure le secrétaire d'État William Henry Seward.